# Desabamento de igreja em Uyo
O desabamento de igreja em Uyo ocorreu em 10 de dezembro de 2016, quando a Igreja dos Reinantes da Bíblia entrou em colapso em Uyo, uma cidade no estado de Akwa Ibom, na Nigéria. Pelo menos 160 pessoas morreram no desastre. Milhares de pessoas estavam presentes no momento do colapso, incluindo funcionários do governo e o governador de Akwa Ibom, Udom Emmanuel, assistindo ao culto do bispo local.